# ぼくの生徒はヴァンパイア
『ぼくの生徒はヴァンパイア』（ぼくのせいとはヴァンパイア）は、玉岡かがりによる日本の4コマ漫画作品。『まんがタイムきららMAX』（芳文社）にて、2006年10月号より2010年12月号にかけて連載。

## あらすじ
就職口に困っていた主人公がやっと見付けた仕事の家庭教師。しかし、行った先は吸血鬼のお城だった。
主人公の青年とその教え子である吸血鬼の少女の間の、微妙な距離感を描くラブコメ漫画。

## 登場人物
ブラム (Bram)
主人公。人間の青年。
吸血鬼のお城に住み込み、カミラの家庭教師をしている。
カミラの気持ちには気づいていないようで、鈍感な言動がしばしば見られる。
カミラ (Carmilla)
ブラムに勉強を教わっている吸血鬼の少女。
純真だが引きこもりで、吸血鬼なのに人間が苦手。最初はブラムのことも警戒していた。
ブラムやシェリダ、クローディアと慣れ親しむにつれ、次第に人間への恐怖心と引きこもり症を克服していく。と同時にブラムのことを気にするようになってきたが、その気持ちを素直に伝えることはできないでいる。
人間が苦手なのは、幼いころに吸血鬼を迫害する人々に城へ襲撃されたため。結局父親が追い払い、本人は城の地下に隠れていたために実害は負わなかったが、その日以降外に出るのも怖くなり、城に引きこもるようになってしまった。
メイベル (Maybell)
カミラの使い魔。
サキュバス（夢魔）なので、人の傍で一緒に寝ると、その人の夢に入り込むことができる。
カミラも逆らえないほどのしっかり者であるが、その内面は寂しがり屋。方向音痴でもあり、屋外はおろか城内でさえ迷うほど。最近、ブラムが気になる。
ガブリエラ (Gabriela)
カミラの妹。カミラとは対照的に活発な性格であり、また腹黒い。ブラムの血を吸う機会を狙っている。
怪しい薬作りをするのが趣味で、その犠牲者は大抵ミナである。それ以外でもミナをからかって楽しむことが多い。かつてはカミラと仲が悪かったが、ある一件をきっかけに仲直りした。
実はカミラとは血のつながった姉妹ではなく、本々は普通の人間で、カミラの父により吸血鬼になった。生まれつき外にも出られないほど体が弱く、もう余命幾許も無いことから最後に外の世界を見ようと家を飛び出していたところ、カミラの父から吸血鬼になることをスカウトされ、「吸血鬼になったら外で遊べる」と言うことから吸血鬼になった。
純粋な吸血鬼でないため、魔力自体はカミラに比べ弱いが、それを勉強でカバーしている大変な努力家である。
ミナ (Mina)
ガブリエラの使い魔で元は黒猫。しかし、頭も悪く仕事もしないなど、使い魔としての役目をあまり果たせていない。
よくガブリエラにいじめられることを嘆いているが、彼女が新たな使い魔をつけようとした時には必死に反対するなど、何だかんだと愛着があるようである。
シェリダ (Sherida)
ブラムの姉。天然キャラ。
弟のことを心配にかけ、一時期お城に滞在していた。
ルーシェ (Luche)
呪い道具屋を営む魔女の少女。
自分の売った道具による呪いの解呪を依頼された際にガブリエラと出会って以降、彼女に想いを寄せるようになったが、その気持ちは通じていない。
内気な性格で、初期はフードで顔を隠さなければ人前には出られなかった。
クローディア (Claudia)
ブラムの幼馴染で裕福な家の娘。ブラムのことが好きだが、彼はそれに気付いていない。
ブラムの家が倒壊し、それをシェリダから知らされたブラムが帰郷した際、一緒に付いてきたカミラとメイベルに初めて出会う。カミラが吸血鬼であると聞き、最初は彼女を退治しようと画策したが、カミラの可愛さや純真さに触れたうえ、昔の不幸な体験などを聞いて自らの行いを恥じるとともに彼女に友達がいないことを知り、カミラの初めての友達になった。

## 書誌情報
- 玉岡かがり 『ぼくの生徒はヴァンパイア』 芳文社〈まんがタイムKRコミックス〉、全3巻[2][3][4]
  1. 2007年12月12日発行（11月27日発売）、ISBN 978-4-8322-7667-3
  2. 2009年6月11日発行（5月27日発売）、ISBN 978-4-8322-7810-3
  3. 2010年12月12日発行（11月27日発売）、ISBN 978-4-8322-7962-9